# Obereopsis signaticornis
Obereopsis signaticornis är en skalbaggsart som först beskrevs av Masaki Matsushita 1933.  Obereopsis signaticornis ingår i släktet Obereopsis och familjen långhorningar.
Artens utbredningsområde är Taiwan. Inga underarter finns listade i Catalogue of Life.